# Decatur (Texas)
 For alternative betydninger, se Decatur. (Se også artikler, som begynder med Decatur)
Decatur er en amerikansk by og administrativt centrum i det amerikanske county Wise County, i staten Texas. I 2000 havde byen et indbyggertal på 5.201.

## Ekstern henvisning
- Decaturs hjemmeside Arkiveret 17. oktober 2017 hos  Wayback Machine (engelsk)

33°13′52″N 97°35′19″V / 33.23111°N 97.58861°V